# NUDEな音楽
NUDEな音楽（ヌードなおんがく）は、北海道文化放送で2016年10月13日（12日深夜）より放送されている音楽番組。

## 概要
週替わりの北海道内外のゲストミュージシャンが、北海道内の自身ゆかりの地や北海道各地のとある場所で即興で演奏し、ミュージシャンの素の音（NUDEな音楽）に迫る。レギュラー放送時はナレーターもミュージシャン本人が行っていた。

## 放送時間
1. 開始当初から2017年4月13日までは木曜深夜0時25分から0時55分まで、
2. 2017年4月20日から9月28日までは木曜0時55分から1時25分まで（いずれも水曜深夜、JST）に放送されていたが、
3. 2017年10月16日以降は原則毎月1回第4月曜0時45分[3]より月極番組として数回放送されていたが、休止中とアナウンスされその後放送されていない。

2020年5月3日、コロナ禍の中でアーティストの自宅ライブをつなぎリレー中継する「NUDEな音楽 at Home」がYouTube「UHB北海道文化放送 公式配信チャンネル」で配信された。

## 関連番組
- 北海道アンダースカイ[4]（札幌テレビ放送）-月1回放送の音楽番組。
- メイプル超音楽-CBCテレビの音楽番組。